# Terrorattentatet i Garissa 2015
Terrorattentatet i Garissa ägde rum den 2 april 2015 när beväpnade personer attackerade Garissa College University i Kenya och dödade minst 148 personer och skadade minst 79 personer. Terrororganisationen Al-Shabaab, som är en sidogren av Al-Qaeda, tog strax efter attacken på sig ansvaret för dådet. Attentatsmännen tog 700 studenter som gisslan. Större delen av de muslimska studenterna frigavs medan gärningsmännen riktade in sig på att döda de kristna. Majoriteten av dödsoffren var studenter i åldrarna 19–23 år.
Attacken var den värsta i Kenya sedan bombattentaten mot USA:s ambassader i Kenya och Tanzania 1998.